# Курниця
Курниця (пол. Kórnica) — село в Польщі, у гміні Крапковиці Крапковицького повіту Опольського воєводства.
Населення — 679 осіб (2011).

## Демографія
Демографічна структура станом на 31 березня 2011 року:
|          | Загалом | Допрацездатний вік | Працездатний вік | Постпрацездатний вік |
| -------- | ------- | ------------------ | ---------------- | -------------------- |
| Чоловіки | 354     | 70                 | 238              | 46                   |
| Жінки    | 325     | 53                 | 192              | 80                   |
| Разом    | 679     | 123                | 430              | 126                  |